# كاليب باورز
كاليب باورز هو محامي وسياسي أمريكي، ولد في 1 فبراير 1869 في مقاطعة ويتلي في الولايات المتحدة، وتوفي في 25 يوليو 1932 في بالتيمور في الولايات المتحدة. نشط حزبياً في الحزب الجمهوري. وقد انتخب عضو مجلس النواب الأمريكي ‏.